# Dordtse Kerkorde
Onder de Dordtse Kerkorde wordt verstaan de kerkorde, zoals deze werd vastgesteld en onderschreven tijdens de Synode van Dordrecht op 28 mei 1619 en op 6 augustus 1619 werd aanvaard door de Heren Staten van de provincie Utrecht, en in 1620 werd gedrukt bij Salomon de Roy, 'ordinaris Drucker der Heeren Staten s’Landts van Vtrecht'. 
Nog steeds is de kerkorde van veel gereformeerde kerken in Nederland gebaseerd op de Dordtse Kerkorde. 

## Geschiedenis
De Dordtse kerkorde bouwde voort op eerdere geschriften uit de calvinistische stroming, zoals de Nederlandse Geloofsbelijdenis (1561) door De Brès en de Heidelbergse Catechismus (1563) door Ursinus en Olevianus. In de Wezelse artikelen (1568) was al een begin gemaakt met een orde voor de kerken, waarna in 1578 een eerste complete kerkorde ontstond op de 'Nationalen Synodi der Nederlandischen Duytschen ende Walschen Kerkcken', ook gehouden in Dordrecht. Die werd herzien in de Haagse kerkorde van 1586. In 1618 werd deze gereviseerd en zo tot 1816 gehandhaafd. De meeste kerken die zich vanaf 1834 hebben afgescheiden van de Nederlandse Hervormde Kerk gebruiken weer de Dordtse Kerkorde, maar nu in 'moderner' Nederlands.

## Inhoud
De kerkorde 1619 bestaat uit vier delen. Ter vergelijking de zes delen van 1568, en de vijf delen van de kerkorde van de Gereformeerde Kerken in Nederland van 1892.
| Kerkorde 1568                                              | Dordtse Kerkorde 1619                            | Kerkorde 1892             |
| ---------------------------------------------------------- | ------------------------------------------------ | ------------------------- |
| Van den Dienaren des Woordts Ouderlinghen ende Diaconen    | Van de Diensten                                  | de diensten               |
| Van den Kercken-raet ende andere Kercklicke versamelinghen | Vande Kerckelijcke t'samen-komsten               | samenkomsten              |
| Van de scholen                                             |                                                  |                           |
|                                                            | opzicht der leer                                 |                           |
| Van de Leere Sacramenten ende Ceremonien.                  | Vande Leere, Sacramenten, ende andere Ceremonien | Sacramenten en ceremoniën |
| Van Het Houwelick                                          |                                                  |                           |
| Van der Kerckelicke Vermaninghe ende Straffinghe           | Vande Censure ende Kerckelijcke vermaninghe      | Christelijke straf        |

Opmerkingen:
De diensten in de Dordtse Kerkorde zijn de diensten van mensen. Kerkdiensten vallen onder sacramenten en ceremoniën. 
Aan het huwelijk werd in 1568 een hoofdstuk met veertien artikelen gewijd, terwijl de Dordtse Kerkorde er nog maar één artikel aan wijdt. Dit is te verklaren uit het feit dat het huwelijk in de Rooms-Katholieke Kerk een sacrament is, waarvan de uitvoering voor de Reformatie volledig aan de kerk werd overgelaten. Tussen 1568 en 1619 heeft de overheid hier regelgeving voor gemaakt, en is dus een vermelding in de kerkorde niet meer nodig.
Ook de scholen waren altijd al een zaak van de kerk, en nemen daarom in 1568 nog een volledig hoofdstuk (van zes artikelen) in beslag. In 1619 is de school een zaak van de overheid, maar de schoolmeester wordt nog door de kerk geleverd (zie ook hieronder).

## Enkele artikelen
| Kerkorde 1568 | Dordtse Kerkorde 1619 | Kerkorde 1892 |
| --- | --- | --- |
| Cap. III./I (3/1) Men sal aerbeiden dat oueral scholen opgericht worden in den welcken de kinderen niet alleen in spraken ende komsten, maer oock voornemelick in den christelicken cathechismo onderwesen ende totten predicatien gheleydet worden. | XXI. (21) De Kercken-Raden sullen allomme toesien datter goede Schoolmeesters zijn, die niet alleen de Kinderen leeren lesen, schrijven, spraken, ende vrije Consten, maer oock deselve inder Godsaligheyt ende inden Catechismo onderwijsen. | De Kerkeraden zullen alomme toezien, dat er goede schoolmeesters zijn, die niet alleen de kinderen leeren lezen, schrijven, spraken en vrije kunsten, maar ook dezelve in de godzaligheid en in den Catechismus onderwijzen. |
| Cap. II./XXXI (2/21) Ouermidts in de nederlanden tweederley sprake ghebruyckt wordt, de Duytsche ende Walsche, so is goet ghevonden dat de ghemeynten deser beyder spraken hare bysondere Kercken-raden, classicale vergaderinghen ende particuliere Synoden hebben ende houden, dogh soo de ghemeynten van deene ofte dandere sprake alle hare particuliere Synoden willen te samen roepen, dat sullen sy moghen doen. Wel verstaende dat in sulcke versamelinghen van de eene sprake alleene, niet van het ghene dat in den handel der ceremonien Kerckelicker regieringhe ende ander swaren saken in desen Synodo besloten is, verandert en worde, maer soo men acht datter eenighe veranderinghe van nooden is, de selue sal in den nationali Synodo beyder spraken gheschieden. Ende soo het gheviele dat de nationalis Synodus van weghen der noot voor den ghewoonlicken tyt moeste beroepen syn, soo sullen twee classen, van elcker spraken eene aen twee particuliere Synoden schryuen, op datse verordineren moghen wanneer ende waer de generale Synodus ghehouden sal worden. | LI. (51) Alsoo inde Nederlanden tweederley sprake gesproken wort, is voor goet gehouden, dat de Kercken der Duytscher ende Walscher Tale, op haer selven haren Kercken-raet, Classicale vergaderinghen ende particuliere Synoden hebben sullen. LII. (52) Is niet te min goet gevonden, dat in de Steden, daer de voorsz. Walsche Kercken zijn, alle Maenden sommighe Dienaren ende Ouderlingen van beyde zijden vergaderen sullen om goede eendracht ende correspondentie met malcanderen te houden, ende soo veel moghelijck is na geleghentheyt des noodts met rade malcanderen by te staen. | Alzoo in de Nederlanden tweeërlei sprake gesproken wordt, is voor goed gehouden, dat de Kerken der Duitsche en Waalsche taal op haar zelve haar Kerkeraad, Classicale vergaderingen en particuliere Synoden hebben zullen. Is niettemin goedgevonden, dat in de Steden, waar de voorzeide Waalsche Kerken zijn, alle Maanden sommige Dienaren en Ouderlingen van beide zijden vergaderen zullen, om goede eendracht en correspondentie met malkander te houden, en, zo veel mogelijk is, naar gelegenheid des noods met raad malkander bij te staan. |
| Cap. IV/III. (4/3) 55. Niemant en sal eenich boeck van hem seluen ofte van yemant anders ghemaeckt in het welcke van de religie ghehandelt wordt laten drucken ofte int licht brenghen door hem seluen ofte door anderen eer het selfde van den Dienaren der Classe ofte Professoren der Theologie onser belydenisse ouersien ende voor goet bekent sal wesen. | LV. (55) Niemandt vande Ghereformeerde Religie sal hem onderstaen eenich boeck ofte schrift van hem, ofte van eenen anderen gemaeckt ofte overgheset, handelende van de Religie, te laten drucken ofte andersins uyt te gheven, dan t’selfde voor henen doorsien ende goet gekent zijnde vande Dienaren des Woordts zijns Classis, ofte particulieren Synodi ofte Professoren der Theologie van dese Provincien, doch met voorweten zijnes Classis. | Niemand van de Gereformeerde Religie zal zich onderstaan eenig boek of schrift van hem of van een ander gemaakt of overgezet, handelende van de Religie, te laten drukken, of anderszins uit te geven, dan 't zelve vooraf doorzien en goed gekend zijnde van de Dienaren des Woords zijner Classe, of Particuliere Synode, of Professoren der Theologie van deze Provinciën, doch met voorweten zijner Classe. |
| Cap.VI./XI. (6/11) Gheen Kercke en sal ouer andere Kercken, gheen Dienaer ouer andere Dienaers, gheen Ouderlinck noch Diaken ouer andere Ouderlinghen ofte Diakenen eenighe heerschappie voeren ofte ouerhant hebben, maer lieuer sal hem een yeghelick van alle oorsake ende suspitie van dien wachten, Hoewel wt plicht der liefde de eene Kercke de andere, de een Dienaer den anderen etc. niet alleen moghen, maer oock behooren te vermanen. | LXXXIV. (84) Gheen Kercke sal over andere Kercken, gheen Dienaer over andere Dienaren, geen Ouderlingh off Diaken over andere Ouderlinghen ofte Diakenen eenighe heerschappije voeren. | Geene Kerk zal over andere Kerken, geen Dienaar over andere Dienaren, geen Ouderling of Diaken over andere Ouderlingen of Diakenen eenige heerschappij voeren. |

Artikel 51 en 52. Waar in 1568 voorzien is dat de Waalse en Nederlandse (Duitse) hun eigen kerkelijke hiërarchie kregen, leidde dit in de praktijk tot vreemde toestanden. In de praktijk bleek dat de besluitvorming op de nationale synode door de Nederlanders wordt gedomineerd.
Daarom wordt in 1619 besloten dat ook op plaatselijk niveau samengewerkt zal worden.
Artikel 84 was het eerste artikel dat in Embden (bij de oprichting van de Nederduits Gereformeerde Kerk) werd vastgesteld. Dit is een van de artikelen die in 1816 geschrapt zijn, waar erg veel verzet tegen is gekomen.

## Externe bron
- Discipline Ecclésiastique, 1559
- Discipline Ecclésiastique, 1559 (Nederlandse vertaling)
- Wezelse artikelen 1568
- De Dordtse Kerkorde. 1619. Geraadpleegd op 2 maart 2020.